# Slovanští démoni

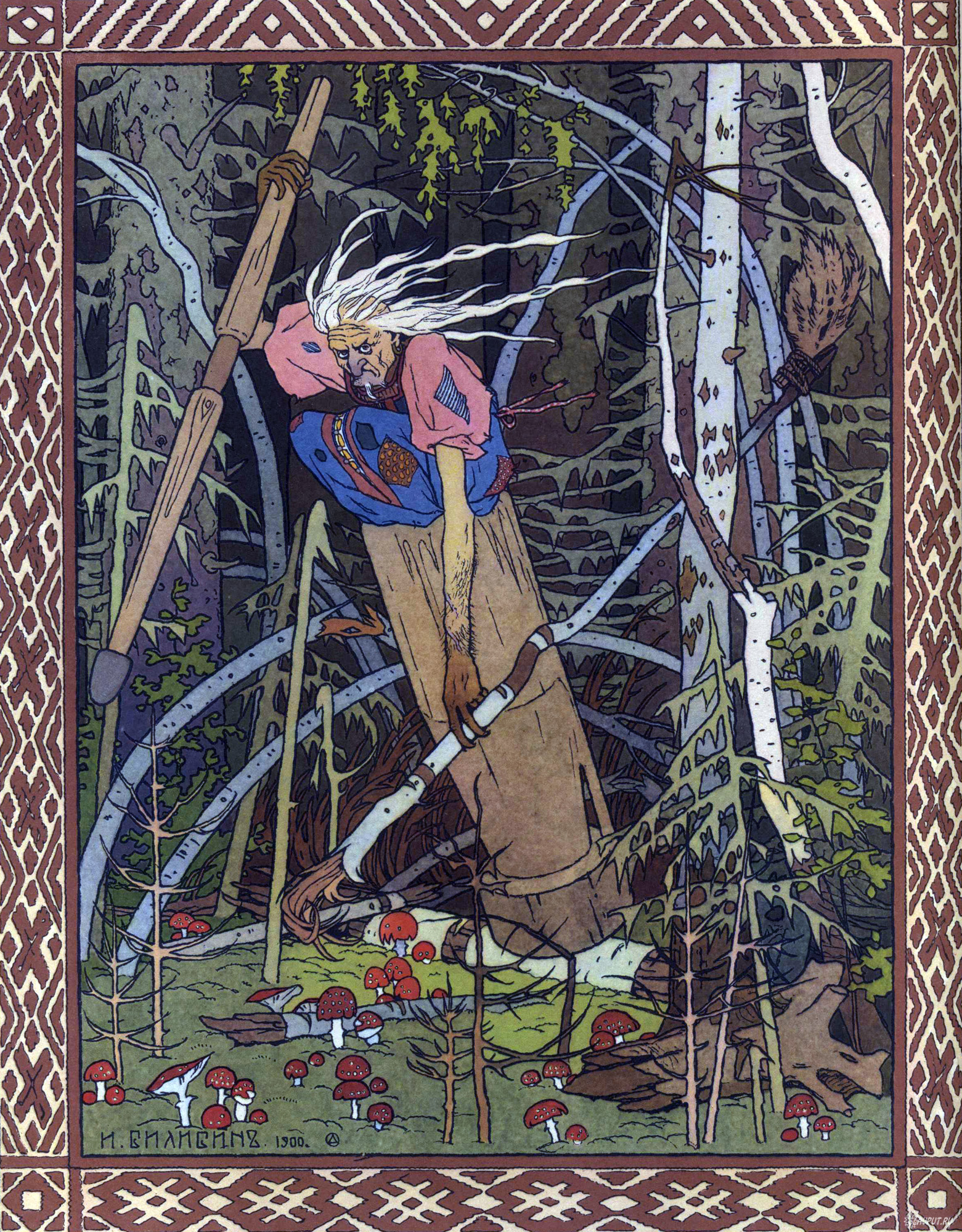
Baba Jaga, jeden z nejznámějších slovanských démonů na ilustraci Ivana Bilibina

Jako démoni nebo duchové jsou ve slovanské mytologii a lidové kultuře nazývány nadpřirozené bytosti nižšího řádu než bohové, spojené především s přírodními jevy, smrtí, osudem a časem. Původním slovanským označením těchto bytostí byla nejspíše slova běs a div.
Víra v duchy, a s ní spojené kultovní, magické a pověrečné praktiky, se ve velké míře zachovala i po christianizaci Slovanů, na rozdíl od kultu božstev a víry v ně. Následkem toho přetrvalo mnoho věr a praktik jich se týkajících až do současné lidové kultury. Někteří duchové a s nimi související jevy v pozdější slovanské kultuře jsou však původu cizího.
Pod vlivem bohatosti etnografického materiálu o démonolatrii někteří badatelé, jako Henryk Łowmiański, došli k závěru že Slované původně nebyli polytheisty. Podle této hypotézy došlo k vzniku představy božstev, a jejich kultu, pod cizím vlivem individualizací a antropomorfizací démonů. Tato hypotéza však odporuje existenci rozvinutého polytheismu u ostatních indoevropských náboženství.

## Písemné prameny
Nejstarší pramen o slovanské démonolatrii je Prokopios z 6. století, který uvádí, že Slované ctili kromě hromovládce také řeky, nymfy a jiné démony. Pozdější prameny obecně mluví o úctě k výšinám, pramenům, řekám, jezerům, moři, kamenům, stromům, ohni a jiným přírodním jevům a objektům.

## Formy
Velká část slovanských démonů souvisí s klasickými živly, lze mezi ně zařadit skalní a horské duchy, vodníka a vodní žínky, duchy větru a duchy ohně. S elementy souvisí i velká skupina ženských duchů, z nichž nejznámější jsou víly a rusalky. Výraznou skupinou jsou i vegetační démoni, ať už spojení s obdělávanou půdou jako polevik, nebo s lesem jako lešij. Duchové polí často mají blízko k duchům času jako je polednice.
Druhá část duchů spíše než s přírodou souvisí se světem zemřelých, což napovídá na jejich manistický původ. Jedná se o duchy osudu jako je Rod a sudičky, a domácí duchy jako je domovoj. Se smrtí souvisí i nebezpeční démoni, zahrnující upíry, vlkodlaky a můry.